# پدر مکانی
در انسان‌شناسی اجتماعی، پدر مکانی یا اقامتگاه پاتریل، به سیستم اجتماعی اطلاق می‌شود که در آن یک زوج متأهل با والدین شوهر یا نزدیک به آن زندگی می‌کنند. مفهوم مکان ممکن است به یک منطقه بزرگتر مانند یک روستا، شهر یا قلمرو قبیله گسترش یابد. این عمل در حدود ۷۰ درصد از فرهنگ‌های بشری مدرن جهان که به صورت قوم نگاری توصیف شده‌اند، یافت شده است.

## توضیح کلی
در جامعه ای که از پدر مکانی پیروی می‌کند، زمانی که مردی ازدواج می‌کند، همسرش در خانه یا محله پدری به او می‌پیوندد، جایی که آنها فرزندان خود را بزرگ می‌کنند. این فرزندان نیز از همین الگو پیروی خواهند کرد. پسران خواهند ماند و دختران با خانواده شوهرانشان نقل مکان خواهند کرد. خانواده‌هایی که در یک اقامتگاه پدری زندگی می‌کنند عموماً مالکیت مشترک منابع داخلی را به عهده می‌گیرند. خانواده توسط یک عضو ارشد رهبری می‌شود که کار سایر اعضا را نیز هدایت می‌کند.
اقامتگاه مادرزادی به عنوان متضاد اقامت پدری در نظر گرفته می‌شود.

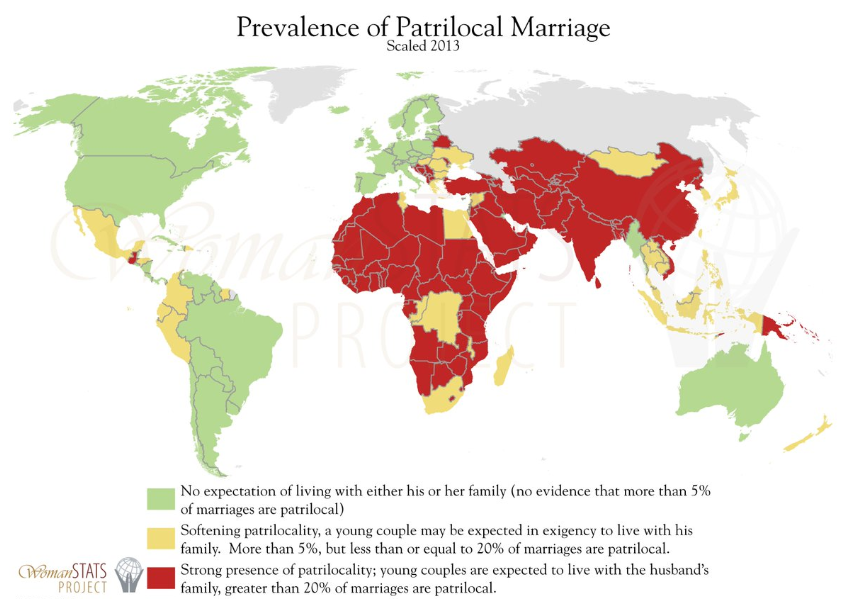
نقشه جهانی که شیوع پدر مکانی را بر اساس کشور نشان می‌دهد

از نظر ژنتیکی در جوامعی که پدر مکانی رواج دارد تنوع mtDNA بیشتر است چون زنان به واسطه شوهرشان به مناطق مختلف نقل مکان می‌کنند.

## کتابشناسی
- Ember, Melvin; Ember, Carol R. (June 1971). "The conditions favoring matrilocal versus patrilocal residence". American Anthropologist. Wiley. 73 (3): 571–594. doi:10.1525/aa.1971.73.3.02a00040. JSTOR 671756.
  - Korotayev, Andrey (2001). "An apologia of George Peter Murdock. Division of labor by gender and postmarital residence in cross-cultural perspective: a reconsideration". World Cultures. University of California, Irvine. 12 (2): 179–203. Archived from the original on 2018-04-22. Retrieved 2018-04-26. Pdf.
- Korotayev, Andrey (November 2003). "Division of labor by gender and postmarital residence in cross-cultural perspective: a reconsideration". Cross-Cultural Research. SAGE. 37 (4): 335–372. doi:10.1177/1069397103253685.